# American Le Mans Series v roce 1999
Sezóna 1999 American Le Mans Series byla první sezónou závodů American Le Mans Series. Jednalo se o sérii závodů vozů rozdělených do tří tříd: LMP, GTS a GT. Série začala 20. března 1999 a skončila 7. listopadu 1999, po osmi závodech.

## Závody
| Datum        | Okruh        | LMP Vítězný tým                         | GTS Vítězný tým                           | GT Vítězný tým                          | Výsledky |
| Datum        | Okruh        | LMP Vítězní jezdci                      | GTS Vítězní jezdci                        | GT Vítězní jezdci                       | Výsledky |
| ------------ | ------------ | --------------------------------------- | ----------------------------------------- | --------------------------------------- | -------- |
| 20. březen   | Sebring      | #42 BMW Motorsport                      | #56 Martin Snow Racing                    | #23 Alex Job Racing                     | Výsledky |
| 20. březen   | Sebring      | JJ Lehto Tom Kristensen Jörg Müller     | Martin Snow Melanie Snow Patrick Huisman  | Kelly Collins Cort Wagner Darryl Havens | Výsledky |
| 18. duben    | Road Atlanta | #0 Team Rafanelli SRL                   | #99 Schumacher Racing                     | #7 PTG                                  | Výsledky |
| 18. duben    | Road Atlanta | Eric van de Poele Domenico Shiattarella | John O'Steen Larry Schumacher             | Brian Cunningham Johannes van Overbeek  | Výsledky |
| 27. červen   | Mosport      | #2 Panoz Motor Sports                   | #91 Dodge Viper Team Oreca                | #23 Alex Job Racing                     | Výsledky |
| 27. červen   | Mosport      | Jan Magnussen Johnny O'Connell          | Olivier Beretta David Donohue             | Dirk Müller Cort Wagner                 | Výsledky |
| 25. červenec | Sears Point  | #42 BMW Motorsport                      | #91 Dodge Viper Team Oreca                | #9 PTG                                  | Výsledky |
| 25. červenec | Sears Point  | JJ Lehto Steve Soper                    | Olivier Beretta David Donohue             | Hans Joachim Stuck Boris Said           | Výsledky |
| 1. srpen     | Portland     | #1 Panoz Motor Sports                   | #91 Dodge Viper Team Oreca                | #23 Alex Job Racing                     | Výsledky |
| 1. srpen     | Portland     | Éric Bernard David Brabham              | Olivier Beretta David Donohue             | Dirk Müller Cort Wagner                 | Výsledky |
| 18. září     | Road Atlanta | #1 Panoz Motor Sports                   | #91 Dodge Viper Team Oreca                | #23 Alex Job Racing                     | Výsledky |
| 18. září     | Road Atlanta | Éric Bernard David Brabham Andy Wallace | Olivier Beretta Karl Wendlinger Marc Duez | Dirk Müller Sascha Maassen Cort Wagner  | Výsledky |
| 10. říjen    | Laguna Seca  | #42 BMW Motorsport                      | #91 Dodge Viper Team Oreca                | #02 Reiser Callas Rennsport             | Výsledky |
| 10. říjen    | Laguna Seca  | JJ Lehto Steve Soper                    | Olivier Beretta Karl Wendlinger           | Johnny Mowlem David Murry               | Výsledky |
| 7. listopad  | Las Vegas    | #42 BMW Motorsport                      | #92 Dodge Viper Team Oreca                | #23 Alex Job Racing                     | Výsledky |
| 7. listopad  | Las Vegas    | JJ Lehto Steve Soper                    | Tommy Archer Karl Wendlinger              | Dirk Müller Cort Wagner                 | Výsledky |

## Konečné hodnocení Světové série

### Třída LMP – jezdci
1. Elliott Forbes-Robinson 141
2. Eric Bernard 135
3. David Brabham 135
4. JJ Lehto 123
5. Steve Soper 122
6. Jan Magnussen 121
7. Johnny O'Connell 120
8. Bill Auberlen 95

### Třída LMP – vozy
1. Panoz 147
2. BMW 146
3. Ferrari 122

### Třída GTS – jezdci
1. Olivier Beretta 151
2. Karl Wendlinger 137
3. Martin Snow 129

### Třída GTS – vozy
1. Porsche 156
2. Chrysler 150

### Třída GT – jezdci
1. Cort Wagner 168
2. Brian Cunningham146

### Třída GTS – vozy
1. Porsche 191
2. BMW 172